# Abside

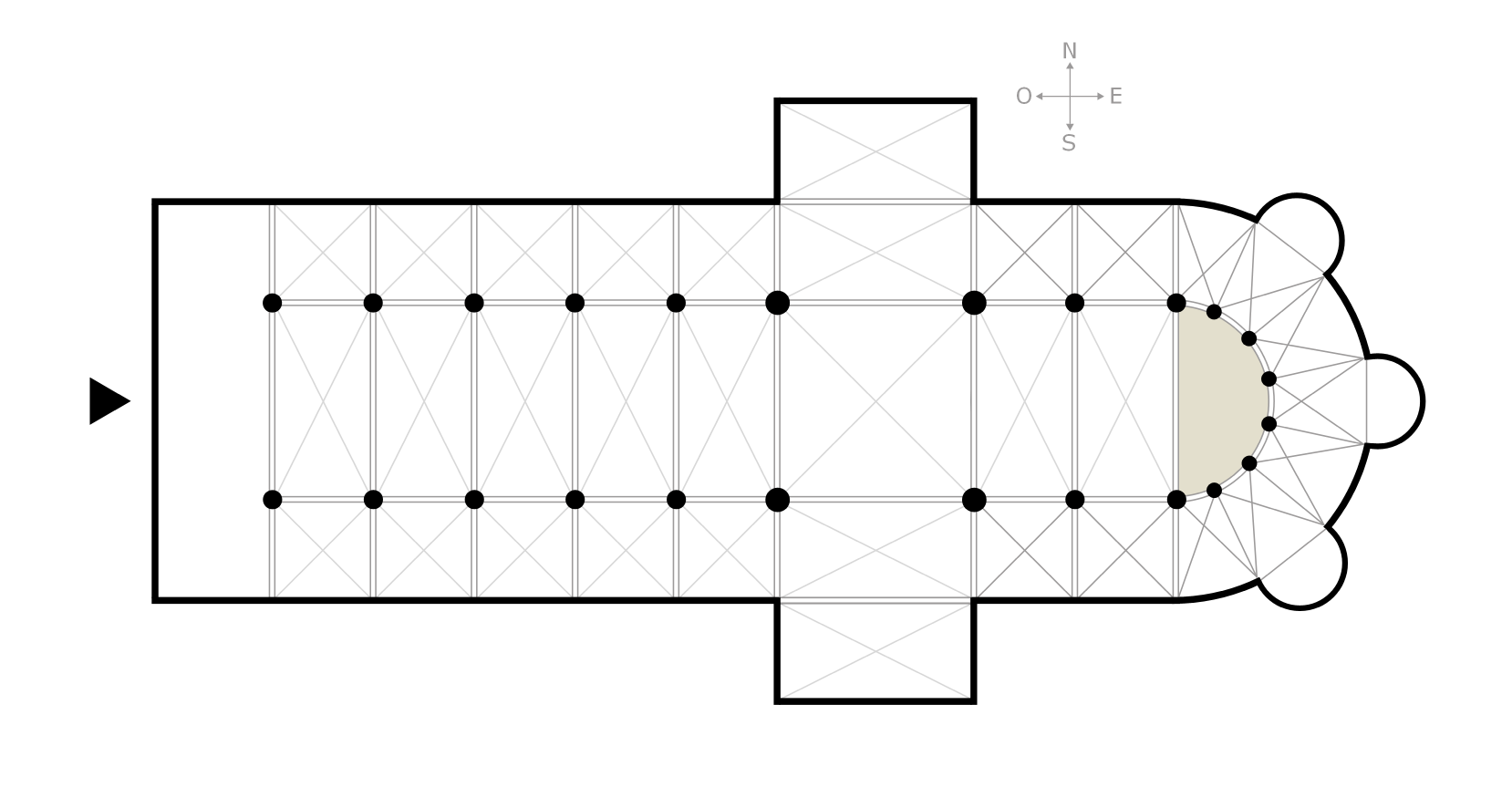
Representação esquemática da planta de uma catedral. A abside é a área colorida.

O termo arquitectónico abside, (do latim absis ou absidis e originariamente do grego apsis ou apsidos, que significa arco ou abóbada), é a ala de um edifício (normalmente religioso) que se projeta para fora de forma semicilíndrica ou poliédrica e em que o remate superior é geralmente uma semicúpula (planta circular) ou abóbada (planta poligonal). Nas igrejas orientadas, este anexo é aberto para o interior (capela-mor) no seguimento do eixo da nave, situando-se na extremidade Leste. Após o altar, na área do coro, este anexo pode ainda acoplar absides mais pequenas (capelas radiantes).

## Evolução
É comum a presença de uma abside singular no edifício e a sua origem está nas basílicas romanas onde era destinada à presença de juízes e onde poderia existir um altar para sacrifícios. Nas reentrâncias semicirculares dos templos surgem também estátuas ou representações em mosaico de divindades.
Aquando da incorporação no século IV na Igreja Católica paleocristã, para apoio ao serviço religioso, estes anexos tornam-se espaços ricamente decorados com mosaicos e mármores para a permanência dos padres, relíquias e figuras religiosas, substituindo-se a figura do imperador pela de Cristo. Aqui passa a estar o altar, cadeira do bispo e as cadeiras dos clérigos (em comparação com as tribunas romanas).

## Caracterização
Planta

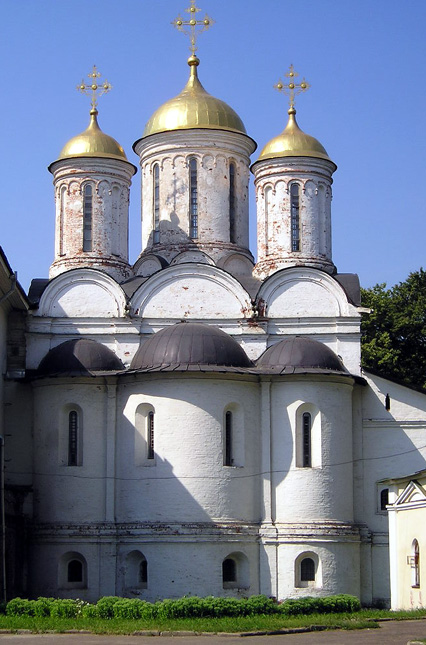
Vista exterior de abside ladeada por dois absidíolos na igreja ortodoxa de Jaroslavl na Rússia.

As igrejas ortodoxas do Oriente podem apresentar absides triplas poligonais (uma para cada terminação das três alas – nave e colaterais, neste caso chamadas absidíolos), tipologia que acabou por ser transportada para as igrejas do ocidente sob a influência da arte bizantina.
Nas catedrais cristãs pode-se observar uma profusão de capelas radiantes de menores dimensões (em diâmetro e altura) a coroar a principal ou absidíolos nos braços do transepto ou ainda ao longo da nave (típico do gótico francês em catedrais de planta cruciforme). Nestas construções do gótico é comum surgir um deambulatório a circular ao longo da abside.
Em Itália a abside manteve a sua forma semicircular simples, existindo também a abside rectangular de adesão em Inglaterra. Na época carolíngia e no românico da Renânia pode ser observado o uso de duas absides (e seus coros respectivos), uma a oriente e outra a ocidente.
Alçado
A abside é composta, geralmente, por áreas bem diferenciadas em altura no seu interior. Na catedral gótica a zona inferior apresenta um pedestal, que se prolonga ao coro (sob absides românicas é comum encontrar-se uma cripta, geralmente o elemento mais antigo do edifício.), e a superior é dividida verticalmente por diversos lances de vitrais em que o central é alinhado directamente com o eixo da nave.
Ao exterior podem ser adossadas colunas de fuste circular que acentuam a divisão vertical da parede (algumas absides românicas de grande dimensão na Alemanha apresentam sob a cobertura uma galeria, geralmente de função decorativa).
Interior e Iconografia

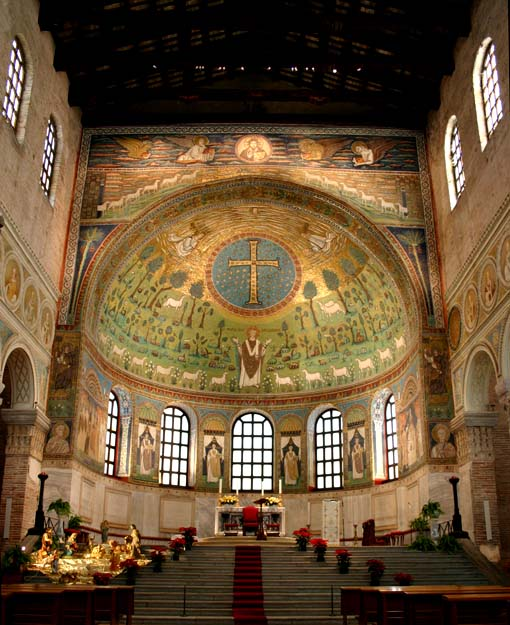
O eixo dos templos tende a levar a perspectiva para o altar, situado na abside. Abside bizantina hemisférica da basílica de Santo Apolinário em Classe, em Ravena

A abside é o local apoteótico no interior da igreja, onde toda a decoração converge numa profusão iconográfica de mosaicos, esculturas e pintura e para onde o olhar do fiél é incontornavelmente direccionado e que foi um elemento arquitectónico de destaque já na arquitectura religiosa bizantina, românica e gótica.
No românico, além da imagem de Cristo, surgem cenas e relatos em afresco, mosaicos e túmulos decorados. Também são encontradas representações alegóricas em alguns edifícios da Áustria, França e Itália.
No gótico a sua decoração torna-se mais exuberante, surgindo no seu interior também estátuas de santos e vitrais e interligando o seu destaque imponente do exterior a uma outra série de elementos dando lugar a cabeceiras complexas.
Mais tarde, no barroco, a abside vai ser simplificada, mas a utilização da pintura vai ser mais difundida, especialmente em efeitos de perspectiva de modo a dar a ilusão de um espaço maior.

## Nicho
O termo nicho não deve ser confundido com abside pois trata de uma reentrância curva de menores dimensões nos limites da espessura da parede não se projectando para o exterior do edifício e utilizado para a colocação de estátuas.